# Le Mali
"Le Mali" (tiếng Việt: "Mali") là quốc ca của Mali. Nó được thông qua vào đầu những năm 1960.

## Từ nguyên
Nó được biết đến phổ biến là "Pour l'Afrique et pour toi, Mali" (tiếng Pháp nghĩa là: "Dành cho châu Phi và cho ta, Mali") hoặc "A ton appel Mali" (tiếng Pháp có nghĩa là: "Theo tiếng gọi của ta, Mali").

## Lịch sử
Những lời được viết bởi Seydou Badian Kouyaté và phổ nhạc là Banzumana Sissoko. Được thông qua là quốc ca năm 1962, chủ đề của nó là chủ nghĩa yêu nước, quốc gia và đoàn kết châu Phi. Nó nói lên sự sẵn lòng của người dân Mali đặt cuộc sống của họ cho quốc gia và tự do. Một chủ đề phổ biến trong suốt bài hát là mong muốn phấn đấu cho một châu Phi thống nhất. Âm nhạc của nó là một cuộc diễu hành quân sự truyền thống châu Âu.
Nó được chính thức thông qua chưa đầy một năm sau khi giành được độc lập, bởi loi loi n° 62-72 du 9 août 1962. Nó được chơi theo truyền thống tại các nghi lễ nhà nước bởi ban nhạc của Garde Républicaine của Lực lượng Vũ trang Mali. Thiếu niên Tiền phong Mali năm 1960 dịch nó trong tiếng Bambara cho cuộc biểu tình của nó là "Afiriki ye rani e ye, Mali".

## Lời bài hát
|           | Lời tiếng Pháp | Lời tiếng Bambara | Dịch sang tiếng Việt |
| --------- | --- | --- | --- |
| Đoạn đầu  | À ton appel Mali Pour ta prospérité Fidèle à ton destin Nous serons tous unis Un peuple un but une foi Pour une Afrique Unie Si l’ennemi découvre son front Au dedans ou au dehors Debout sur les remparts Nous sommes résolus de mourir                   | Mali man’a kan bɔ ɲɛtaa kɛlɛba don An bɛɛ b’an cɛsiri Ka lahidu tiimɛ So, haju, ŋaniya kelen Farafinna kelenya Jugu man’a kun bɔ Kɔnɔna o Kɛnɛma Bɛɛ ka wuli k’i jɔ Saya ka fisa malo ye                   | Theo tiếng gọi của ta, Mali Vì sự thịnh vượng của ta Trung thành với số phận của ta Chúng ta sẽ đoàn kết, Một người, một mục tiêu, một đức tin, Vì một châu Phi thống nhất Nếu kẻ thù nên thể hiện mình Bên trong hoặc bên ngoài, Đứng trên thành lũy, Chúng ta là sẵn sàng chết.                                                  |
| Điệp khúc | Pour l'Afrique et pour toi, Mali, Notre drapeau sera liberté. Pour l'Afrique et pour toi, Mali, Notre combat sera unité. O Mali d'aujourd'hui O Mali de demain Les champs fleurissent d'espérance Les cœurs vibrent de confiance                           | Farafinna n’an faso Mali Jɔnjɔn in ko: hɔrɔnya bɛrɛ Farafinna n’an faso Mali Kɛlɛ in ko: kelenya kɛlɛ Un! Mali tile bɛ bi Un! Mali tile bɛ sini Jigiya forow funtira kayira Denw hakili latigɛra pewu pewu | Dành cho Châu Phi và cho ta, Mali, Quốc kỳ của chúng ta là tự do. Dành cho Châu Phi và cho ta, Mali, Cuộc chiến của chúng ta sẽ là cho sự thống nhất. Ồ, hôm nay, Ồ, ngày mai Những cánh đồng đang nở hoa với hy vọng Trái tim đang hồi hộp với sự tự tin.                                                                         |
| Đoạn hai  | Debout villes et campagnes Debout femmes, jeunes et vieux Pour la patrie en marche Vers l'avenir radieux Pour notre dignité Renforçons bien nos rangs Pour le salut public Forgeons le bien commun Ensemble au coude à coude Faisons le sentier du bonheur | | Phố phường và đất nước đứng lên Phụ nữ, người già, trẻ nhỏ đứng lên Cho đất nước đang rung chuyển Hướng tới một tương lai tươi sáng Vì phẩm giá của chúng ta Hãy để chúng ta củng cố hàng ngũ của chúng ta tốt Vì sự cứu rỗi Hãy để chúng ta rèn lợi ích chung Cùng nhau kề vai sát cánh. Chúng ta hãy làm cho con đường hạnh phúc |
| Điệp khúc | | | |
| Đoạn ba   | La voie est dure très dure Qui mène au bonheur commun Courage et dévouement Vigilance à tout moment Vérité des temps anciens Vérité de tous les jours Le bonheur par le labeur Fera le Mali de demain                                                      | | Con đường còn rất gian nan Điều đó dẫn đến hạnh phúc chung Can đảm và cống hiến Cảnh giác mọi lúc Sự thật về thời cổ đại Sự thật mỗi ngày Hạnh phúc nhờ lao động Sẽ làm cho Mali của ngày mai |
| Điệp khúc | | | |
| Đoạn bốn  | L'Afrique se lève enfin Saluons ce jour nouveau Saluons la liberté Marchons vers l'unité Dignité retrouvée Soutient notre combat Fidèle à notre serment De faire l'Afrique unie Ensemble debout mes frères Tous au rendez-vous de l'honneur                | | Châu Phi cuối cùng đã đứng dậy Hãy để chúng ta chào đón ngày mới này Hãy để chúng ta chào đón tự do Chúng ta hãy tiến về sự thống nhất Địa vị mới được xây dựng Hỗ trợ cuộc chiến của chúng ta Đúng như lời thề của chúng ta Làm cho châu Phi thống nhất Anh em ta đứng cùng nhau Tất cả tại cuộc hẹn danh dự                      |
| Điệp khúc | | | |